# Corgatha reducta
Corgatha reducta là một loài bướm đêm trong họ Erebidae.